# Microman
Microman è una linea giapponese di giocattoli prodotta dalla Takara (dal 2006 Takara-Tomy) a partire dal 1974 e successivamente dalla Romando.

## Caratteristiche
I personaggi della serie rappresentano dei cyborg umani, di circa 9 cm di altezza (da cui il termine "Micro") molto snodabili.

## Storia
La linea G.I. Joe venne importata in Giappone all'epoca dalla Takara con il nome di Combact Joe. Successivamente l'azienda giapponese produsse gli stessi personaggi in plastica trasparente mostrando all'interno dei circuiti e meccanismi, quindi vendendoli come guerrieri cyborg nella linea Henshin Cyborg del 1972. Sia Combact Joe che Henshin Cyborg erano di altezza variabile tra 20 e 30 cm.

### Microman
Successivamente la Takara ideò una nuova linea degli stessi personaggi, ma più piccoli, in modo da poter creare anche dei playset: i personaggi da 30 cm infatti risultavano troppo ingombranti per le piccole abitazioni giapponesi; nacque così nel 1974 la linea Microman.
La linea Microman comprende le serie:
- Microman Zone (1974)
- Project Victory (1975)
- Spy Magician (1976)
- Command (1977)
- Police Keeper (1978)
- Rescue Team (1979)
- Punch & Blizzard Man (1980)

### New Microman
Dopo il 1980 la Takara decise di rinnovare la linea, che non fu più composta da semplici soldatini spaziali, ma da veri esseri biomeccanici con mezzi che potevano trasformarsi in veicoli o armi, in modo da essere maggiormente apprezzati dalle nuove generazioni.
Le serie di New Microman:
- New Microman (1981)
- Micro Robot (1982)
- Micro Change (1983)
- Transformers (1984)

Dal 1984 la serie si fuse per volontà della Hasbro, che acquisì i diritti sui vari robot trasformabili, con altre linee minori sempre di robot trasformabili, per diventare i Transformers. Alcuni dei Transformers più noti provenienti dalla linea Microman sono Megatron e Soundwave (Memor in Italia).

### Micro21
Nel 1996, la Romando acquisì temporaneamente i diritti per la produzione della linea Microman, ristampando i vecchi personaggi classici in occasione del ventunesimo anniversario della serie. Per quell'anno e il successivo i Microman tornarono quindi sugli scaffali dei negozi, nelle loro vesti originali sotto il nome di Micro21.

### Microman Millennium
Nel 1999 la Takara decise di rimettere in produzione la linea Microman, chiamandola Microman Millennium. Creò quindi due serie: Magne Powers e Replica Microman. La prima prevedeva nuovi personaggi della serie, ridisegnati e con uno stile adeguato ai nuovi tempi, stavolta accompagnati per la prima volta anche da una serie animata. Replica Microman invece prevedeva la riproduzione dei personaggi classici, con varianti nei colori.

### Microman 2003
Nel 2003, spinta dal calo di popolarità della linea Microman, la Takara ideò una nuova serie, chiamata semplicemente Microman 2003, con dei personaggi maggiormente snodabili indirizzata soprattutto agli adulti e ai collezionisti. La nuova serie include anche numerosi personaggi dei fumetti, sia americani (DC Comics), che giapponesi. I nuovi Microman ebbero un grande riscontro di mercato e la produzione della linea prosegue tuttora.

## Anime
Una serie TV anime ad essi dedicata è stata prodotta dalla Pierrot nel 1999 col titolo Chiisana Kyojin Microman (小さな巨人ミクロマン, Il Piccolo Gigante, Microman).